# Hassan II Golf Trofee 2011
De Hassan II Golf Trofee en de Lalla Meryem Cup zijn twee golftoernooien die gelijktijdig en in dezelfde stad worden gespeeld. In 2011 worden deze toernooien in Agadir gespeeld van 31 maart - 3 april. De Hassan Trofee telt sinds 2010 mee voor de Europese PGA Tour, de Lalla Meryem Cup telt sinds 2010 mee voor de Ladies European Tour.

## Hassan II Trofee
De 39ste Hassan Trofee wordt in 2011 gespeeld op de baan van de Golf du Palais Royal en van de Golf de L’Océan in Agadir. De Golf du Palais Royal werd in 1987 aangelegd door Robert Trent Jones. Het is een 18 holesbaan met een par van 72. De baan ligt meer landinwaarts, in de stad. De Golf de l'Océan is een nieuwe baan, hij werd in 2009 geopend. Hij werd ontworpen door Belt Collina en ligt in de duinen. Sommige holes lopen door bossen van eucalyptusbomen. Er zijn 27 holes.
Titelverdediger is Rhys Davies. Het prijzengeld is gestegen naar € 1.500.000. 

Iedere pro speelt met een amateur, er wordt gespeeld om een teamscore en om de individuele score van de pro. De spelers spelen de ene dag op de Blauwe, de andere dag op de Rode baan en v.v.
De Hassan Trofee is het tweede toernooi van de Europese Tour in Marokko. Van 1992 - 2001 werd het Marokkaans Open in Marokko gespeeld.
Er wordt in Agadir veel over de ramp in Japan gesproken aangezien er in 1960 een grote aardbeving in Agadir was waarbij 15.000 levens verloren gingen. Ryo Ishikawa, de top-speler van Japan, heeft bij voorbaat als zijn prijzengeld van 2011 aan het nationale hulpfonds geschonken.

### Verslag

#### Ronde 1
De ochtendronde heeft een clubhouse leader opgeleverd: Jaco Van Zyl op Palais Royal. Hij maakte een ronde van 68 (-4).
Colsaerts en de vier Nederlanders speelden in de middagronde. Joost Luiten kwam met de beste score binnen. Met -4 deelt hij de 5de plaats. Van Zyl werd ingehaald door Paul Lawrie (-8) en door SSP Kapur, Rhys Davies en John Bickerton, die allen -5 maakten.

#### Ronde 2
Lawrie verloor de leiding snel, hij stond na zeven holes al op +4. Bickerton behield zijn goede positie evenmin en maakte bogeys op hole 2,3 en 4. Mikko Ilonen, die als tweede vanochtend afsloeg, stond na de eerste ronde met +3 nog net in de top-100, maar in de tweede ronde had hij een kaart met 8 birdies. Toen hij binnenkwam was hij gestegen naar de 3de plaats, maar er waren nog veel spelers in de baan. Het is onzeker of Lafeber met +2 zich voor het weekend kwalificeert. Colsaerts met +3 in ieder geval niet. 
Er waren zeven spelers die om beurten aan de leiding stonden met -6. Davies en Luiten speelden in de ochtendronde en waren al binnen met 137 (-6} toen Michael Campbell en Florian Fritsch ook op -6 kwamen. Ook Pablo Larrazábal stond een halfuurtje op -6, maar een dubbel-bogey op hole 17 maakte daar een einde aan. Daarna kwamen Alvaro Velasco en Darren Clarke nog op -6.

#### Ronde 3
George Coetzee en David Horsey stonden met enkele andere spelers op -5 aan het begin van de 3de ronde, en na acht holes hadden beiden -4 gemaakt, inclusief een eagle van Horsey, die in de laatste flight speelde met Joost Luiten. Luiten eindigde op -1 en op de gedeeld 6de plaats.

#### Ronde 4
Maarten Lafeber maakte een schitterende ronde van -7, waardoor hij veertig plaatsen steeg.
Op hole 2 maakte Horsey een hole-in-one maar op de laatste hole een dubbel-bogey waardoor er een play-off tussen hem, Rhys Davies en Jaco van Zyl volgde. Uiteindelijk won Horsey toch, het was zijn tweede overwinning in ruim 70 toernooien op de Tour. Hij steeg hierdoor van de 115de plaats op de wereldranglijst naar de 80ste plaats. Hij heeft nu speelrecht op de Tour tot eind 2013.
Thomas Bjørn vestigde een nieuw baanrecord. Zijn score was 62 (-10), waarna hij op de 15de plaats eindigde.
- Live leaderbord

Tussenstand
| Naam               | Score | R1  | Nr  | Score | R2  | Totaal | Nr  | Score | R3  | Totaal | Nr  | Score | R4  | Totaal | Eindstand |
| ------------------ | ----- | --- | --- | ----- | --- | ------ | --- | ----- | --- | ------ | --- | ----- | --- | ------ | --------- |
| David Horsey       | 67    | -4  | T5  | 71    | -1  | -5     | T3  | 67    | -5  | -10    | T1  | 69    | -3  | -13    | T1        |
| Rhys Davies        | 67    | -5  | 2   | 70    | -1  | -6     | T1  | 68    | -4  | -10    | T1  | 69    | -3  | -13    | T1        |
| Jaco Van Zyl       | 68    | -4  | T5  | 73    | +2  | -2     | T23 | 65    | -7  | -9     | 3   | 68    | -4  | -13    | T1        |
| George Coetzee     | 67    | -4  | T5  | 71    | -1  | -5     | T3  | 69    | -3  | -8     | T4  | 69    | -3  | -10    | 4         |
| Mikko Ilonen       | 74    | +3  | T57 | 64    | -8  | -5     | T3  | 69    | -3  | -8     | T4  | 71    | -1  | -9     | T7        |
| Florian Fritsch    | 70    | -2  | T18 | 69    | -2  | -4     | T12 | 70    | -2  | -6     | T8  | 71    | -1  | -7     | T11       |
| Joost Luiten       | 68    | -4  | T5  | 64    | -2  | -6     | T1  | 71    | -1  | -7     | T6  | 72    | par | -7     | T11       |
| Thomas Bjørn       | 72    | par | T52 | 73    | +2  | +2     | T62 | 74    | +2  | +4     | T66 | 62    | -10 | -6     | T15       |
| Michael Campbell   | 69    | -3  | T5  | 71    | par | -3     | T18 | 71    | -1  | -4     | T20 | 71    | -1  | -5     | T19       |
| Peter Lawrie       | 64    | -8  | 1   | 76    | +5  | -3     | T18 | 72    | par | -3     | T27 | 70    | -2  | -5     | T19       |
| Maarten Lafeber    | 72    | par | T52 | 73    | +2  | +2     | T62 | 73    | +1  | +3     | T66 | 65    | -7  | -4     | T26       |
| Alvaro Velasco     | 70    | -1  | T36 | 68    | -3  | -4     | T12 | 70    | -2  | -6     | T8  | 74    | +2  | -4     | T29       |
| Shiv Kapur         | 67    | -5  | 2   | 71    | par | -5     | T3  | 72    | par | -5     | T15 | 73    | +1  | -4     | T29       |
| Pablo Larrazábal   | 69    | -2  | T18 | 71    | -1  | -3     | T18 | 71    | -1  | -4     | T20 | 74    | +2  | -2     | T44       |
| Robert-Jan Derksen | 70    | -1  | T36 | 73    | +1  | par    | T38 | 71    | -1  | -1     | T39 | 71    | -1  | -2     | T45       |
| John Bickerton     | 66    | -5  | 2   | 76    | +4  | -1     | T28 | 76    | +4  | +4     | T66 | 72    | par | +4     | T65       |
| Tim Sluiter        | 69    | -2  | T18 | 73    | +1  | -1     | T28 | 74    | +2  | +1     | T47 | 76    | +4  | +5     | T72       |
| Darren Clarke      | 69    | -2  | T18 | 69    | -3  | -5     | T3  | 81    | +9  | +4     | T71 | 75    | +3  | +7     | T77       |
| Nicolas Colsaerts  | 70    | -1  | T36 | 76    | +4  | +3     | MC  |       |     |        |     |       |     |        |           |

Verklaring van de kleuren:
| Palais Royal, par 72 |  | Ocean Golf, par 71 |  | Leider |  | Toernooirecord |

### De spelers
| - Fredrik Andersson Hed - Seve Benson - John Bickerton - Thomas Bjørn - Richard Bland - Liam Bond - Grégory Bourdy - Gary Boyd - Mark Brown - Rafael Cabrera Bello - Michael Campbell - Alejandro Cañizares - Christian Cévaër - Darren Clarke - George Coetzee - Robert Coles - Nicolas Colsaerts - Rhys Davies (2010) - Carlos Del Moral - Robert-Jan Derksen - Robert Dinwiddie - David Dixon - Stephen Dodd - Nick Dougherty - Bradley Dredge | - David Drysdale - Simon Dyson - Rafa Echenique - Niclas Fasth - Kenneth Ferrie - Richard Finch - Oscar Florén - Mark Foster - Florian Fritsch - Ignacio Garrido - Daniel Gaunt - Jean-Baptiste Gonnet - Tano Goya - Joakim Haeggman - Matt Haines - Andreas Hartø - Peter Hedblom - Oskar Henningsson - Tetsuji Hiratsuka - Michael Hoey - Keith Horne - David Horsey - David Howell - Jeppe Huldahl - Mikko Ilonen | - Raphaël Jacquelin - Scott Jamieson - Michael Jonzon - Anthony Kang - Shiv Kapur - Simon Khan - Søren Kjeldsen - Jason Knutzon - Mikko Korhonen - Maarten Lafeber - Barry Lane - José Manuel Lara - Pablo Larrazábal - Peter Lawrie - Thomas Levet - Steve Lewton - Shane Lowry - Joost Luiten - David Lynn - Stuart Manley - Pablo Martín - Richard McEvoy - Paul McGinley - Damien McGrane - James Morrison | - George Murray - Christian Nilsson - Matthew Nixon - Thomas Nørret - Shaun Norris - Steven O'Hara - Thorbjørn Olesen - Hennie Otto - John Parry - Phillip Price - Richie Ramsay - Robert Rock - Lloyd Saltman - Marcel Siem - Jeev Milkha Singh - Joel Sjöholm - Lee Slattery - Tim Sluiter - Graeme Storm - Mark Tullo - Jaco Van Zyl - Alvaro Velasco - Simon Wakefield - Paul Waring - Romain Wattel | - Steve Webster - Peter Whiteford - Martin Wiegele - Bernd Wiesberger - Danny Willett - Chris Wood - Julio Zapata - Matthew Zions Sponsor uitnodiging - Jhared Hack - Azuma Yano - Jean-François Lucquin - Ross Bain - Santiago Luna (1998, 2002, 2003) - Oliver Wilson Regionale Order of Merit - Phillip Mollica - Chris McCartin - Christopher Ryan Baker - Drew Weaver - Faycal Serghini - Younes El Hassani |

Zie ook het jaaroverzicht op Europese PGA Tour 2011.

## Lalla Meryem Cup
De Lalla Meryem Cup van de Ladies European Tour wordt in 2011 gespeeld op de Golf du Soleil, ook in Agadir. Titelverdediger is Anja Monke. De Golf du Soleil is meer een parkbaan met palmen en eucalyptusbomen. De Blauwe Baan heeft 18 holes en een par van 72, de Gele Baan en de Rode Baan hebben ieder 9 holes en een par van 36. Het prijzengeld is € 325,000.

### Verslag
Kristie Smith ging in de eerste ronde om 4 uur aan de leiding met -5, maar er waren nog ruim dertig speelsters in de baan. Slechts zeven speelsters speelden onder par. Marieke Nivard was met +2 de beste Nederlandse speelster. 

Na de tweede ronde stonden nog maar vier speelsters onder par. Kirstie Smith verspeelde haar goede positie, Anne-Lise Caudal en Zuzana Kamasova gingen met -5 aan de leiding. De cut kwam op +6. Kyra van Leeuwen en Bénédicte Toumpsin gingen dus door naar de volgende ronde.

Tijdens de derde ronde speelde de 32-jarige Kamasova par. Dat bleek genoeg te zijn om aan de leiding te blijven en na de vierde ronde was zij de enige speelster die die het toernooi onder par speelde. Het was haar eerste overwinning op de Ladies Tour.
- Leaderboard

| Naam                   | Score | R1  | Nr   | Score | R2  | Totaal | Nr  | Score | R3  | Totaal | Nr  | Score | R4 | Totaal | Nr  |
| ---------------------- | ----- | --- | ---- | ----- | --- | ------ | --- | ----- | --- | ------ | --- | ----- | -- | ------ | --- |
| Zuzana Kamasova        | 71    | -1  | 3    | 68    | -4  | -5     | 1   | 72    | par | -5     | 1   | 76    | +4 | -2     | 1   |
| Caroline Masson        | 69    | -3  | 3    | 75    | +3  | par    | T5  | 73    | +1  | +1     | T5  | 71    | -1 | par    | T2  |
| Alexandra Bonetti (AM) | 75    | +3  | T32  | 76    | +4  | +7     | T   | 71    | -1  | +6     | T   | 66    | -6 | par    | T2  |
| Kiran Matharu          | 74    | +2  | T27  | 70    | -2  | par    | T5  | 70    | -2  | -2     | T2  | 74    | +2 | par    | T2  |
| Sarah Kemp             | 71    | -1  | T    | 72    | par | -1     | T   | 71    | -1  | -2     | T2  | 75    | +3 | +1     | T5  |
| Anne-Lise Caudal       | 74    | -3  | 2    | 70    | -2  | -5     | 1   | 76    | +4  | -1     | 4   | 75    | +3 | +2     | T7  |
| Kristie Smith          | 67    | -5  | 1    | 78    | +6  | +1     | 9   | 73    | +1  | +2     | T7  | 74    | +2 | +4     | T15 |
| Kyra van Leeuwen       | 77    | +5  | 66   | 71    | -1  | +4     | T20 | 73    | 1   | +5     | T15 | 73    | +1 | +6     | T25 |
| Bénédicte Toumpsin     | 79    | +7  | T86  | 72    | par | +5     | T40 | 77    | +5  | +12    | T36 | 75    | +3 | +15    | T55 |
| Marjet van der Graaff  | 79    | +7  | T86  | 77    | +5  | +12    | MC  |       |     |        |     |       |    |        |     |
| Marieke Nivard         | 74    | +2  | T27  | 83    | +11 | +13    | MC  |       |     |        |     |       |    |        |     |
| Chrisje de Vries       | 82    | +10 | T118 | 79    | +7  | +18    | MC  |       |     |        |     |       |    |        |     |

### De speelsters
| - Caroline Afonso - Holly Aitchison - Claire Aitken - Carmen Alonso - Lucie André - Sara Ardstrom - Brianne J Arthur - Sara Beautell Largo - Denise Becker - Rachel Bell - Elizabeth Bennett - Monia P Bernardo - Eva Bjarvall - Helena Blomberg - Alexandra Bonetti (AM) - Carly Booth - Melodie Bourdy - Rebecca Brewerton - Sara M Brown - Rebecca D Brewerton - Laura Cabanillas - Emma Cabrera Bello - Krystle Caithness - Anne-Lise Caudal - Connie Chen - Rebecca Coakley | - Stefania Croce - Tandi Cuningham - Diana D'Alessio - Tara L Davies - Tara Dayer-Smith - Charlie Douglass - Charlotte L Ellis (AM) - Tania Elosegui - Camille Fallay - Pamela Feggans - Hermione Fitzgerald - Rebecca Flood - Barbara Genuini - Martina Gillen - Sophie Giquel-Bettan - Elena Giraud - Jackie Gonzales - Marjet van der Graaff - Julie Greciet - Sophie Gustafson (1998) - Maha Haddioui (Am) - Riikka Hakkarainen - Lydia Hall - Christine Hallstrom - Sahra Hassan - Caroline Hedwall | - Rebecca Hudson - Rachel Jennings - Felicity Johnson - Malene Jorgensen - Hannah Jun - Zuzana Kamasova - Hazel Kavanagh - Stacey Keating - Sarah Kemp - Lynn Kenny - Cassandra Kirkland - Joanna Klatten - Carin Koch - Ludivine Kreutz - Jenni Kuosa - Virginie Lagoutte-Clement - Vikki Laing - Sara Beautell Largo - Ana Larraneta - Kym Larratt - Louise Larsson - Liebelei E Lawrence - Corisande Lee - Jeehae Lee - Kyra van Leeuwen - Pernilla Lindberg | - Breanne Loucks - Diana Luna - Johanna Lundberg - Cecilie Lundgreen - Karen Lunn - Heather Macrae - Julie Maisongrosse - Laurette Maritz - Caroline Martens - Caroline Masson - Kiran Matharu - Stefanie Michl - Anja Monke - Becky Morgan - Marieke Nivard - Rebecca Oakley - Florentyna Parker - Federica Piovano - Clare Queen - Marion Ricordeau - Margherita Rigon - Audrey Riguelle - Morgana Robbertze - Caroline Rominger - Anna Rossi - Kaisa Ruuttila | - Sophie Sandolo - Frederique Seeholzer - Ashleigh Simon - Georgina L Simpson - Kristie L Smith - Ashley J Smith - Lisa Sorensen - Klara Spilkova - Jaclyn L Sweeney - Rhian Thomas - Bénédicte Toumpsin - Meghan Trainor - Julie Tvede - Line Vedel - Maria Verchenova - Chrisje de Vries - Lotta M Wahlin - Kylie Walker - Sophie Walker - Alison Walshe - Kim Welch - Linda M Wessberg - Ursula Wikstrom - Veronica Zorzi - Henrietta Zuel - Adriana Zwanck |

Laura Davies, de winnares van 2008, zou komen maar heeft afgezegd.
Zie ook het jaaroverzicht van de Ladies European Tour 2011.